# Friedrich Preuß
Pour les articles homonymes, voir Preuß.
Friedrich Preuss (né le 14 novembre 1850 à Oliva-Glettkau et mort le 3 février 1914 à Berlin) est enseignant et député du Reichstag.

## Biographie
Preuss étudie au lycée de Neustadt et l'université de Königsberg . Il étudie l'histoire et les langues anciennes, réussit l'examen d'État et obtient son doctorat en 1874. Après cela, il est d'abord professeur de lycée à Rößel et Kulm, puis directeur du Progymnasium de Neumark de 1886 à 1896, directeur du lycée de Kulm jusqu'en 1900 et à partir de 1901 directeur du lycée de Braunsberg. À Neumark, il est également conseiller municipal, à Kulm et à Braunsberg, conseiller municipal. Il reçoit l'Ordre de l'Aigle rouge de 4e classe.
À partir de 1912, il est député du Reichstag pour la 6e circonscription de Königsberg (Braunsberg-Heilsberg) avec le Zentrum